# Cao Ly Trung Liệt Vương
Cao Ly Trung Tông (Hangul: 고려 충렬왕, chữ Hán: 高麗 忠烈王; 3 tháng 4 năm 1236 – 30 tháng 7 năm 1308, trị vì 1274 – 1308), tên thật là Vương Xuân (왕춘, 王賰), còn có tên khác là Vương Thầm (hoặc Kham, 왕심, 王諶), Vương Cự (왕거, 王昛) là vị quốc vương thứ 25 của nhà Cao Ly. Ông là con trai của vua Cao Ly Nguyên Tông. Ông còn được gọi là Trung Liệt Vương của nhà Cao Ly.

## Cuộc đời
Trung Liệt Vương lên ngôi trong thời điểm nhà Cao Ly bị suy yếu, khi này đế quốc Mông Cổ nhà Nguyên đã áp đặt sự đô hộ đến đất nước. Kể từ sau khi Cao Ly Cao Tông đầu hàng trước sự tấn công dũng mãnh của quân Nguyên, nước Cao Ly trở thành nước nội thuộc của nhà Nguyên, tuy các vua Cao Ly họ Vương vẫn được làm vua nhưng quốc vương hoàn toàn mất thực quyền, phải xưng thần với thiên triều nhà Nguyên, thậm chí, hoàng đế nhà Nguyên là Hốt Tất Liệt còn cấm các vua Cao Ly không được phép truy đặt miếu hiệu.
Để tỏ lòng thần phục nhà Nguyên, Trung Liệt Vương đã cưới công chúa nhà Nguyên, con gái Hốt Tất Liệt là Hốt Đô Lỗ Kiên Mễ Thất làm Chánh vương phi. Từ đó thành lệ, Thái tử Cao Ly (từ thời Trung Liệt Vương trở đi thì gọi là Thế tử, do các vua Cao Ly chỉ là chư hầu của nhà Nguyên) trở thành rể nhà Nguyên, được đặt tên Mông Cổ và được gửi đến Đại Đô (Bắc Kinh) để dạy dỗ.
Năm 1298, Trung Liệt Vương khẩn cầu hoàng đế nhà Nguyên cho thoái vị, Thế tử Vương Chương lên ngôi, tức Trung Tuyên Vương. Tuy nhiên, Trung Tuyên Vương ở ngôi chưa đầy năm thì lại trao trả ngai vàng cho phụ vương. Đến năm 1308, Trung Liệt Vương qua đời, Trung Tuyên Vương buộc phải lên ngôi lần 2.
Ông được táng tại Khanh lăng (慶陵). Thụy hiệu của ông là Trung Liệt Cảnh Hiếu Đại vương (忠烈景孝大王).

## Gia quyến
- Cha: Cao Ly Nguyên Tông.
- Mẹ: Tĩnh Thuận Vương hậu (정순왕후; 1222 – 1237), con gái của Kim Nhược Tiên (김약선), nguyên là Thái tử phi, truy phong Kính Mục Hiền phi (敬穆賢妃) rồi Tĩnh Thuận Vương hậu (靜順王后), Trung Liệt Vương truy tôn Thuận Kính Thái hậu.

### Hậu phi
- Trang Mục Vương hậu (장목왕후; 1259 – 1297), con gái của Hốt Tất Liệt.
- Trinh Tín Phủ chúa (정신부주; ? – 1319), con gái của Thủy An công Vương Nhân (시안공 왕인, 始安公 王絪). Bà nguyên là Thái tử phi, vì Trung Liệt Vương chịu thần phục nhà Nguyên, cưới công chúa con Hốt Tất Liệt nên bà bị giáng làm thứ phi. Khi qua đời được truy thụy là Trinh Hòa Cung chúa (貞和宮主), sau đổi thành Trinh Tín Phủ chúa (貞信府主).
- Thục Xương Viện phi (숙창원비), con gái của Kim Lương Giám (김양감).
- Thị thiếp Bàn Châu (반주).
- Cung nhân Sài Vô Tỷ (시무비; ? – 1297), có liên quan đến cái chết của Vương hậu, bị chém đầu.

### Con cái
1. Giang Dương công Vương Tư (강양공 왕자; ? – 1308), mẹ là Trinh Tín Phủ chúa, tổ tiên của Cung Nhượng Vương.
2. Trung Tuyên Vương (1275 – 1325), mẹ là Trang Mục Vương hậu.
3. Tiểu quân Vương Tư (소군 왕서), mẹ là Bàn Châu, xuất gia.
4. Tĩnh Ninh Viện phi (정녕원비), mẹ là Trinh Tín Phủ chúa, kế thất của Tề An công Vương Thục (제안공 왕숙). Thục là cháu ngoại của Cao Ly Cao Tông và là con của Thọ Hưng Cung chúa (수흥궁주).
5. Minh Thuận Viện phi (명순원비; ? – 1320), mẹ là Trinh Tín Phủ chúa, lấy Hán Dương hầu Vương Huyên (한양후 왕현), con trai của Cao Ly Anh Tông.